# Браков Євген Олексійович
Євген Олексійович Браков (нар. 31 березня 1937, місто Москва) — радянський державний діяч, генеральний директор Московського автомобільного заводу імені Ліхачова, президент АМТ «ЗІЛ». Кандидат у члени ЦК КПРС у 1986—1990 роках.

## Життєпис
У 1956 році закінчив Московський машинобудівний технікум.
У 1956 році працював термістом термічного цеху Московського автомобільного заводу імені Ліхачова.
У 1956—1957 роках — служба в Радянській армії.
У 1957—1959 роках — технік науково-дослідного інституту технології автомобільної промисловості в Москві.
У 1959—1973 роках — інженер-технолог, старший інженер, заступник начальника цеху, начальник цеху Московського автомобільного заводу імені Ліхачова.
Член КПРС з 1963 року.
У 1971 році закінчив завод-ВТУЗ при Московському автомобільному заводі імені Ліхачова.
У 1973—1980 роках — начальник механоскладального виробництва, начальник виробництва заводів об'єднання, в 1980—1986 роках — заступник головного інженера, заступник генерального директора з виробництва Московського автомобільного заводу імені Ліхачова (виробничого об'єднання «ЗІЛ»).
У 1986—1992 роках — генеральний директор Московського автомобільного заводу імені Ліхачова (виробничого об'єднання «ЗІЛ»).
У 1992—1994 роках — президент Акціонерного московського товариства (АМТ) «ЗІЛ».
Одночасно у 1993—1994 роках — член Ради з питань промислової політики і підприємництва при уряді Російської Федерації.
З 1995 року — віцепрезидент Акціонерного московського товариства (АМТ) «ЗІЛ», голова ради директорів «АМОбанка».
Потім — на пенсії в Москві.

## Нагороди і звання
- два ордени Трудового Червоного Прапора
- орден «Знак Пошани»
- медалі